# Mistrzostwa Europy w Lekkoatletyce 1950 – bieg na 3000 m z przeszkodami mężczyzn
Bieg na dystansie 3000 metrów z przeszkodami mężczyzn był jedną z konkurencji rozgrywanych podczas IV mistrzostw Europy w Brukseli. Bieg rozegrano 27 sierpnia 1950 roku. Zwycięzcą tej konkurencji został reprezentant Czechosłowacji Jindřich Roudný. W rywalizacji wzięło udział szesnastu zawodników z jedenastu reprezentacji.

## Rekordy
| Rekord świata     | Erik Elmsäter (SWE)   | 8:59,6 | Sztokholm, Szwecja | 04.08.1944 |
| Rekord Europy     | Erik Elmsäter (SWE)   | 8:59,6 | Sztokholm, Szwecja | 04.08.1944 |
| Rekord mistrzostw | Raphaël Pujazon (FRA) | 9:01,4 | Oslo, Norwegia     | 25.08.1946 |

## Wyniki
| Miejsce | Zawodnik            | Czas   |
| ------- | ------------------- | ------ |
| 1       | Jindřich Roudný     | 9:05,4 |
| 2       | Petar Šegedin       | 9:07,4 |
| 3       | Erik Blomster       | 9:08,8 |
| 4       | Martin Stokken      | 9:13,0 |
| 5       | Alexis Guyodo       | 9:17,4 |
| 6       | Robert Schoonjans   | 9:18,6 |
| 7       | Curt Söderberg      | 9:21,0 |
| 8       | Tore Sjöstrand      | 9:25,2 |
| 9       | Cahit Önel          | 9:26,4 |
| 10      | Urho Julin          | 9:27,4 |
| 11      | André Lebrun        | 9:29,8 |
| 12      | Robert Everaert     | 9:34,4 |
| 13      | John Disley         | ??     |
| 14      | Drago Štritof       | ??     |
| 15      | Dimitrios Melidonis | ??     |
| 16      | Paul Frieden        | ??     |